# Paul Olum
Paul Olum (Binghamton, New York, 1918. augusztus 16. – Sharon, Massachusetts, 2001. január 19.) amerikai matematikus, a Manhattan terv kutatója.

## Fiatalkora
Édesapja Oroszországból kilenc évesen elmenekült zsidó volt. Paul Olum 1940-ben a Harvard Egyetemen summa cum laude diplomázott, 1942-ben pedig feleségül vette Vivian Goldsteint, a Princetoni Egyetemen fizika mesterdiplomát szerzett, majd a Manhattan terv kutatója lett. Azon Los Alamos-i tudósok között volt, akik megkérdőjelezték az atombomba ledobását Japánra; a világbéke és a nukleáris hadviselés szabályozásának támogatója lett.
Munkatársa, a későbbi Nobel-díjas Richard Feynman miatt úgy gondolta, nem elég jó fizikából, ezért inkább a matematika iránt kezdett érdeklődni. 1947-ben a Harvardon Hassler Whitney témavezető alatt matematikus Ph.D fokozatot szerzett. Feynman önéletrajzában kiemelte Olum intelligenciáját, mert minden kérdésre egy percen belül tíz százalékos hibahatáron belüli választ adott.

## Pályafutása

### Cornell Egyetem
1949-től huszonöt éven át a Cornell Egyetem munkatársa volt, és vendégelőadóként a Washingtoni Egyetemen, a Stanford Egyetemen, a Párizsi Egyetemen és a Jeruzsálemi Héber Egyetemen is járt.
Kutatási területe az algebrai topológia volt; jelentős eredményeket ért el a takaráselmélet vizsgálata során. Ph.D hallgatói között voltak Martin Arkowitz, Robert Lewis, Jean-Pierre Meyer és Norman Stein is. 1962-ben topológiai konferenciát alapított. 1963 és 1966 között a matematikai tanszék vezetője volt.
Támogatta az Amerika-ellenes tevékenységet vizsgáló bizottság felszámolását, ellenezte a vietnámi háborút és megszüntette volna a Cornell tisztképzőjét. 1972-ben részt vett a nők képzésének elindításában. 1969-ben a Willard Straight épület elfoglalásakor az egyetemi vezetést felülvizsgáló bizottságot alapított, melyben segítette barátsága az új rektorral, egykori tudóstársával, Dale R. Corsonnal. Az átszervezés hatására az igazgatótanácsban és a szenátusban hallgatók és oktatók is helyet kaptak; Olum volt az ország egyetlen oktatója, akit hallgatói szenátusi taggá választottak.

### Texasi Egyetem
1974 és 1976 között a UT Austin természettudományi főiskolájának dékánja volt. Az őt alkalmazó Stephen Spurr rektort 1974 őszén az igazgatótanács menesztette, és az utódja, Lorene Rogers által összehívott tanácskozásokat az oktatók bojkottálták.

### Oregoni Egyetem
1976-ban az Oregoni Egyetem oktatási igazgatója, 1980-ban pedig rektora lett. A nehéz pénzügyi helyzet ellenére regnálása alatt húsz kutatóintézet és képzés jött létre, köztük felépült a Riverfront Research Park, és 27 millió dollárból megújult a könyvtár. Olum ez idő alatt ellenezte az apartheidet és támogatta a nukleáris fegyverek leszerelését.
1987-ben az állam kötelezte, hogy az oktatók és hallgatók tiltakozásának ellenére 1989. június 30-ával nyugdíjba vonuljon. Az egyetemi átrium és a matematikai ösztöndíj az ő nevét viseli. Az egyetemi gyermekfejlesztési központot feleségéről nevezték el.
1990-ben Margarita Papandreouval Athénba költözött. 1996-tól Massachusettsben élt fiával, Kennel.

## Fordítás
- Ez a szócikk részben vagy egészben  a   Paul Olum című angol Wikipédia-szócikk ezen változatának fordításán alapul.  Az eredeti cikk szerkesztőit annak laptörténete sorolja fel. Ez a jelzés csupán a megfogalmazás eredetét és a szerzői jogokat jelzi, nem szolgál a cikkben szereplő információk forrásmegjelöléseként.